# Sergio Pascolino
Sergio Pascolino es un deportista argentino que compitió en taekwondo. Ganó una medalla de plata en el Campeonato Panamericano de Taekwondo de 2010, en la categoría de –74 kg.

## Palmarés internacional
| Campeonato Panamericano | Campeonato Panamericano | Campeonato Panamericano | Campeonato Panamericano |
| Año                     | Lugar                   | Medalla                 | Categoría               |
| ----------------------- | ----------------------- | ----------------------- | ----------------------- |
| 2010                    | Monterrey (México)      | Medalla de plata        | –74 kg                  |